# Elian Mazkour
Pour les articles homonymes, voir Mazkour.
Elian Mazkour né le 9 mars 2001, est un joueur allemand de hockey sur gazon. Il évolue au poste d'attaquant au Rot-Weiss Köln et avec l'équipe nationale allemande.

## Carrière
Il a débuté en équipe première le 4 mai 2022 contre l'Angleterre à Mönchengladbach lors de la Ligue professionnelle 2021-2022.

## Palmarès
- : 2e à l'Euro U21 en 2022